# طرح‌های بین‌المللی دانمارکی
طرح‌های بین‌المللی دانمارکی (به انگلیسی: Dansk International Designs) (همچنین با نام طرح‌های بین‌المللی دانسک که از سال ۱۹۷۴ میلادی شروع شد نیز شناخته می‌شود) یک توزیع‌کننده و خرده‌فروش آمریکایی ظروف آشپزی، ظروف غذاخوری و سایر لوازم خانگی مستقر در مانت کیسکو، نیویورک است. از سال ۲۰۱۱ میلادی، این نام تجاری، «دانسک» نامیده می‌شود و یک شرکت تابعه کاملاً متعلق به شرکت لنوکس است که دفتر مرکزی آن در بریستول، پنسیلوانیا واقع شده‌است.
از سال ۲۰۲۱ میلادی، نام تجاری «دانسک» توسط فوود۵۲ خریداری شد.

## تاریخچه
مارتا و تد نیرنبرگ آمریکایی در سفری به اروپا در سال ۱۹۵۴ میلادی به دنبال محصولی برای ساخت و تولید برای مخاطبان آمریکایی رفتند. در طی بازدید از موزهٔ هنر و صنایع دستی (موزهٔ طراحی دانمارک امروزی) در کپنهاگ، آن‌ها مجموعه‌ای منحصر به فرد از کارد و چنگال را دیدند که ترکیبی از چوب ساج و فولاد ضدزنگ بود که توسط هنرمند-طراح ینس کویستگارد ساخته شده بود. خانوادهٔ نیرنبرگ، کویستگارد را ردیابی کردند و با او صحبت کردند تا او را متقاعد کنند که کارد و چنگال را بسازد. در ابتدا، کویستگارد اصرار داشت که قطعات را فقط می‌توان با فرایند آهنگری دستی ساخت، یک قطعه در یک زمان؛ اما نیرنبرگ توانست او را متقاعد کند که آن‌ها می‌توانند به تولید-انبوه برسند. که همین امر منجر به اولین محصول طرح‌های دانسک، ظروف تخته‌ای فیورد (فلات) شد؛ از پرفروش‌ترین‌های ماندگار این برند.
نیرنبرگ‌ها در آن سال «دانسک» را در گاراژ خانهٔ بزرگ خود، گریت نک، نیویورک، با کویستگارد به عنوان طراح مؤسس آن تأسیس کردند. این نام کلمه‌ای به زبان دانمارکی به معنی «دانمارکی» است. در پایان سال ۱۹۵۴ میلادی، تد نیرنبرگ سفارشات چند صد واحدی را از فروشگاه‌های سراسر ایالات متحدهٔ آمریکا جذب کرد و تجارت از آنجا آغاز شد. در سال ۱۹۵۸ میلادی، نیرنبرگ و کویستگارد اجناس دانسک را گسترش دادند تا شامل قفسه‌های مجلات از چوب ساج و چهارپایه‌ها، کاسه‌های سفالین سنگ‌نما، آسیاب‌های نمک و فلفل و ظروف تخته‌ای با دسته‌های عصایی تقسیم‌شده باشد. روزنامهٔ نیویورک تایمز، دانسک را با «ایجاد شور و هیجان» با «برخی از محبوب‌ترین لوازم جانبی موجود در خانه‌های آمریکایی» اعتبار بخشید. تا سال ۱۹۸۲ میلادی، کویستگارد بیش از ۲۰۰۰ طرح مختلف از ظروف غذاخوری، ظروف شیشه‌ای و وسایل خانه را برای دانسک ایجاد کرد.
دانسک در دههٔ ۱۹۶۰ میلادی دفتر مرکزی خود را به مانت کیسکو، نیویورک منتقل کرد.
دانسک در ژوئن ۱۹۸۵ میلادی توسط شرکت مالکیت دانسک در معامله‌ای، به گلدمن ساکس فروخته شد.
دانسک در سال ۱۹۹۱ میلادی توسط شرکت براون-فورمن خریداری شد و با هم تحت شرکت تابعهٔ لنوکس ادغام شد. در ۱۶ مارس ۲۰۰۹ میلادی، گروهی از سرمایه‌گذاران به رهبری شرکت شرکای کپیتال کلاریون ال‌ال‌سی دارایی‌های لنوکس — از جمله دانسک — را خریداری کردند و نام آن را به شرکت لنوکس تغییر دادند. از ژانویه ۲۰۱۸ میلادی، دانسک به عنوان یک برند لنوکس ادامه دارد. طرح‌های دانسک به دلیل شایستگی هنری خود شناخته می‌شوند و چندین نمونه در مجموعهٔ موزهٔ هنر متروپولیتن نگهداری می‌شوند.
در می ۲۰۲۱ میلادی، فوود۵۲، بستر محتوا-به-تجارت که توسط آماندا هسر تأسیس شد، دانسک را از شرکای سنتر لین با برنامه‌هایی برای احیای نام تجاری خریداری کرد.